# Le Petit Dinosaure
 Pour plus de détails, voir Fiche technique et Distribution
Le Petit Dinosaure, ou Petit-Pied le dinosaure au Québec (The Land Before Time), est une série de quatorze longs-métrages d'animation et une série animée télévisée américaine ayant commencé en 1988 avec le long métrage Le Petit Dinosaure et la Vallée des merveilles, réalisé par Don Bluth et produit par Steven Spielberg et George Lucas. Les longs-métrages suivants ainsi que la série télévisée furent produits et réalisés par d'autres artistes.

## Base argumentaire
Le héros de la série est un jeune apatosaurus (espèce identifiée dans ces films comme un « long-cou »), Petit-Pied, dont ses amis sont : Céra (une tricératops : « trois-cornes »), Pointu (un stégosaure : « queue-à-pointe ») ; Becky (une saurolophus : « grande bouche » ou « nageuse » selon les films) et Pétri (un ptéranodon : « volant », quoique les ptéranodons ne sont pas des dinosaures). Ensemble, ils fuient un tyrannosaure qui les poursuit sans relâche et qu'ils nomment « Dents Tranchantes ».

## Série télévisée
La franchise a également été adaptée en série d'animation sous forme d'épisodes de 20 minutes environ.

## Liste des films
1. 1988 : Le Petit Dinosaure et la Vallée des merveilles (The Land Before Time)
2. 1994 : Le Petit Dinosaure : Petit-Pied et son nouvel ami (The Land Before Time: The Great Valley Adventure)
3. 1995 : Le Petit Dinosaure : La Source miraculeuse (The Land Before Time: The Time of the Great Giving)
4. 1996 : Le Petit Dinosaure : Voyage au pays des brumes (The Land Before Time: Journey Through the Mists)
5. 1997 : Le Petit Dinosaure : L'Île mystérieuse (The Land Before Time: The Mysterious Island)
6. 1998 : Le Petit Dinosaure : La Légende du mont Saurus (The Land Before Time: The Secret of Saurus Rock)
7. 2000 : Le Petit Dinosaure : La Pierre de feu (The Land Before Time: The Stone of Cold Fire)
8. 2001 : Le Petit Dinosaure : La Pluie d'étoiles glacées (The Land Before Time: The Big Freeze)
9. 2002 : Le Petit Dinosaure : Mo, l'ami du grand large (The Land Before Time: Journey to the Big Water)
10. 2003 : Le Petit Dinosaure : Les Longs-Cous et le Cercle de lumière (The Land Before Time: The Great Longneck Migration)
11. 2005 : Le Petit Dinosaure : L'Invasion des Minisaurus (The Land Before Time: Invasion of the Tinysauruses)
12. 2006 : Le Petit Dinosaure : Le Jour du grand envol (The Land Before Time: The Great Day of the Flyers)
13. 2007 : Le Petit Dinosaure : Vive les amis (The Land Before Time: The Wisdom of Friends)
14. 2016 : Le Petit Dinosaure : L'Expédition héroïque (The Land Before Time: Journey of the Brave)

## Personnages
(juillet 2017).
Les personnages ci-dessous sont listés par ordre d'apparition. Leurs noms en version originale sont donnés entre parenthèses.

### Personnages principaux
Petit-Pied (Littlefoot)
Dinosaure au long cou (apatosaurus), Petit Pied est sérieux, honnête et enthousiaste. Il entraine toujours ses amis dans de nouvelles aventures, surmonte diverses épreuves et apprend des leçons importantes sur l'amitié et le travail d'équipe. Il est peut-être petit, mais il va évoluer jusqu'à devenir l'un des plus grands dinosaures. La plus grande qualité de Petit-Pied est son grand cœur.
Céra (Cera)
Un triceratops femelle autoritaire et un peu snob, avec un drôle de caractère. Elle aime se vanter et parfois inventer des aventures dont elle est l'héroïne - elle a ainsi déjà battu un Ventre-à-Terre (crocodile) toute seule. Céra a un côté doux, mais lutte pour ne pas le montrer.
Becky (Ducky)
Un petit dinosaure (Parasaurolophus) femelle souvent inquiète. Elle ne prononce que des mots soigneusement choisis et n'emploie jamais de contractions en anglais (exemple : I do not understand !). En français, ses phrases les plus fétiches sont : « Oui, oui, oui ! » et « Non, non, non ! ». Becky est une amie et un compagnon fidèle et altruiste.
Pétri (Petrie)
Pétri est un ptéranodon. Désireux d'aider et facilement effrayé, Pétri a du mal à dépasser les feuilles qui sont au sol (au début, il ne vole pas). Il est un ami fidèle et montrera son courage de temps à autre, particulièrement quand Petit Pied et ses autres bons amis seront en danger.
Pointu (Spike)
Un grand dinosaure (stégosaurus) avec un grand cœur et un appétit encore plus développé. Pointu est toujours désireux de porter quelqu'un sur sa queue ou son arrière-train quand un petit dinosaure a besoin d'aide. Sa queue pointue l'aide beaucoup. C'est également un ami précieux à avoir quand des Dent-Tranchantes viennent dans les environs… Par ailleurs, Pointu est muet et ne prononce jamais de mots, bien qu'il ait parlé dans le quatrième film Le Petit Dinosaure : Voyage au pays des brumes (il crie "Becky !" quand celle-ci tombe d'une falaise) et dans le huitième film de la série Le Petit Dinosaure : La Pluie d'étoiles glacées (il crie "Maman !" quand il manque de se noyer dans un lac gelé).
Gobeur (Chomper)
À l'origine, Petit-Pied et ses amis ont trouvé Gobeur (tyrannosaurus) alors qu'il était encore dans son œuf. Ils ont donc décidé de s'occuper de ce petit œuf et devenir ses « parents adoptifs ». Dans la série télévisée, Gobeur a été accepté dans la Grande Vallée, alors qu'au début, il ne l'était pas, car il était un « Bébé Dents-Tranchantes ». Depuis que les parents de la bande de Petit-Pied l'ont accepté dans la Grande Vallée, il vit dans une grotte avec Ruby.
Ruby
Ruby (oviraptor) est souvent la voix de la sagesse chez les jeunes dinosaures, en mesure d'expliquer les questions que les autres ne comprennent pas. Elle a une attitude calme et montre de la gentillesse et l'empathie pour les autres. Elle a un salut distinctif : « Bonjour mes amis, mes amis bonjour ! »
Dents-Tranchantes (Sharptooth ou Sharpteeth)
Antagoniste principal du premier film, c’est un tyrannosaurus particulièrement résistant et agressif. Aussi tiraillé par la faim que les herbivores, cela le rend encore plus dangereux et imprévisible. Il apparaît la première fois en attaquant Petits-Pieds et Céra, et marquera le film durant son violent affrontement avec la mère du héros, combat qui sera interrompu lorsqu’il tombera dans un abîme durant un tremblement de terre, mais non sans avoir pu blesser à mort la mère de Petit-Pied. Cependant, il survivra à sa chute et sera malencontreusement réveillé par Céra, qui le chargera en le pensant mort. Dès lors, il la traquera et retrouvera à plusieurs reprises le petit groupe. Il manquera à chaque fois et de peu de les tuer. Petits-Pieds et ses amis s’en débarrasseront tous ensemble en le noyant dans un profond point d’eau à l’aide d’un gros rocher. Bien que ce Tyrannosaure soit bien mort, le terme "dents-tranchantes" est également utilisé pour désigner tous les dinosaures carnivores par les herbivores.

### Personnages secondaires
Grand Père Long Cou (Grandpa Longneck)
Comme son nom l'indique, c'est le grand père de Petit-Pied. Malgré son âge avancé, il reste assez fort pour tenir tête aux Dents-tranchantes. Il est également très sage et son avis est respecté par la plupart des autres dinosaures.
Grand Mère Long Cou (Grandma Longneck)
La grand mère de Petit Pied. Très douce envers son petit-fils, elle tient lieu de figure maternelle depuis la mort de la mère de Petit Pied.
Brown
Il est apparu pour la première fois dans Les longs cous et le cercle de lumière. C'est le père de Petit-Pied. Il n'était pas présent à la naissance de son fils, car il était parti chercher une terre d'accueil pour sa famille. À son retour, la contrée où il les avait laissés a été ravagée par le tremblement de terre et sa femme, tuée par Dents-Tranchantes. Ne sachant si son enfant était encore en vie, il est devenu le chef d'une autre horde de longs cous.
Monsieur Trois Cornes
Le père de Céra. Autoritaire et têtu, il lui arrive souvent de se disputer avec les autres dinosaures. On comprend d'où vient le caractère de sa fille.
Tina
Ancienne amour du père de Céra, qu'elle surnomme "Topsy". Elle reprend contact avec lui dans L'Invasion des Minisaurus avant de finalement devenir sa compagne. Elle a un peu de mal à se faire accepter de Céra au début, mais elles deviennent finalement amies. Tina et le père de Céra auront une fille nommée Tania dans Le Jour du grand envol.
Tania
Fille de Tina et du père de Céra, elle naît dans Le Jour du grand envol. Son passe-temps favori est de faire tourner sa demi-sœur en bourrique avec ses bêtises.
La mère de Becky
Elle a également adopté Pointu que sa fille considère comme son petit frère.
La mère de Pétri
Elle n'apparaît que rarement dans les films.
Ptérano
L'oncle de Pétri. Il n'apparaît que dans La Pierre de feu. C'est un personnage ambigu, plein de bonnes intentions, mais dont l'égocentrisme fait commettre des catastrophes.

## Diffusion
Le dessin animé était diffusé sur France 5 dans Zouzous depuis le 3 septembre 2011 et sur TiJi à 18h20. Il était aussi diffusé sur Gulli le soir à partir de 21h.

## Jeux vidéo
L'univers a fait l'objet de plusieurs adaptations en jeux vidéo, dont une bonne partie sont ludo-éducatifs.